# Romániai bolgárok
A romániai bolgárok (románul bulgari) elismert nemzeti kisebbség Romániában, amely a 2011-es népszámláláskor 7336 főt számlált. A múltban különböző régiókból származó és különböző felekezeti hátterű bolgárok éltek Románia több részén, és a középkor során a bolgár kultúra jelentős hatást gyakorolt északi szomszédjára. Egy bolgár becslés szerint a bolgár származású román állampolgárok száma mintegy 250 000 lehet. A 2021-es népszámlálás szerint az országban 5975 bolgár élt, közülük 3583 római katolikus, 1977 román ortodox és 21 szerb ortodox.

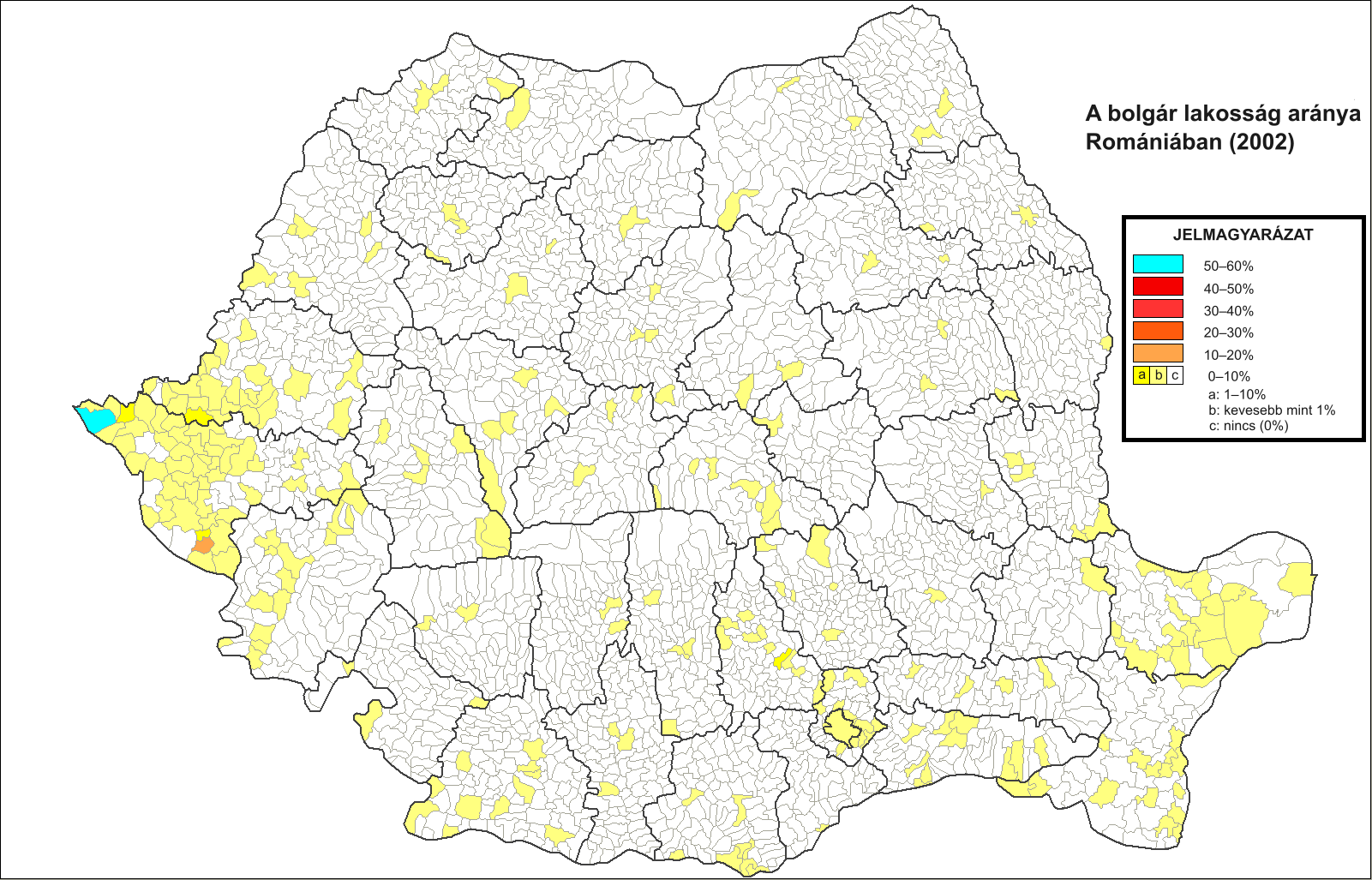
A romániai bolgárok területi eloszlása a 2002-es népszámlálás szerint

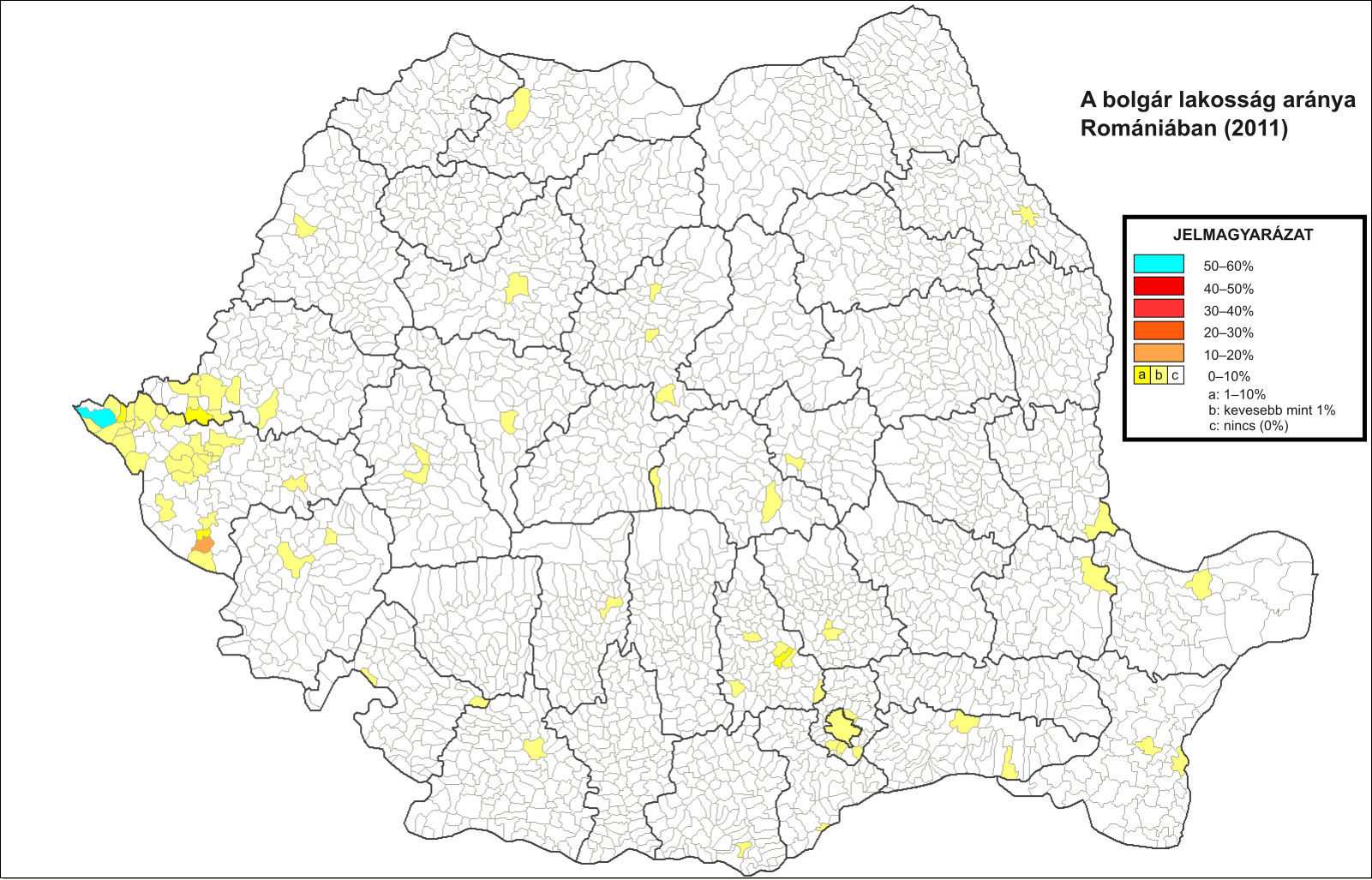
A romániai bolgárok területi eloszlása a 2011-es népszámlálás szerint

Az újkorban bolgárok éltek Havasalföldön, Dobrudzsa északi részén és Erdélyben. Napjainkban a bánáti bolgárok közössége a legnagyobb lélekszámú bolgár közösség az országban. 
A torlaki nyelvjárást használó, római katolikus krassovánok, akik ma a romániai horvát kisebbség részét képezik, az Osztrák–Magyar Monarchia idején bolgárnak vallották magukat a népszámlálásokon.
Bolgár vélemények szerint a székelyek is elmagyarosodott bolgár származásúak, az erdélyi șchiau népesség pedig elrománosodott bolgárok. Utóbbi véleményt a román szerzők is osztják.

## Elnevezésük
Románul a bolgárok elnevezése bulgari, de a történelem folyamán más neveken is ismerték őket.
A régi bolgárokat, akik akkoriban éltek a mai Románia területén, amikor Havasalföldöt alapították és Erdély a Magyar Királyság része volt, șchiau néven ismerték, többes száma șchei. Ez a már nem használt szó a latin sclavis-ból származik, amivel minden déli szlávot jelöltek. A szó több havasalföldi és erdélyi helynévben fennmaradt, ilyen például a Șcheii Brașovului, Brassó egyik városrésze.
A 19. században bevándorolt bolgárokat sârbi (szerbek) néven ismerték. Ezt a szót a románok minden déli szláv megjelölésére használták, de olyan feltételezés is született, hogy azért használták ezt a megnevezést, hogy az Oszmán Birodalom ne tudja azt kérni Havasalföldtől, hogy küldjék vissza a bevándorlókat a származásuk szerinti országba. A havasalföldi bolgárokat még manapság is sârbi-nek, azaz szerbeknek nevezik, annak ellenére, hogy bolgár nyelven beszélnek és magukat bolgárnak tartják.

## Történetük

### Ókor és középkori bolgár állam

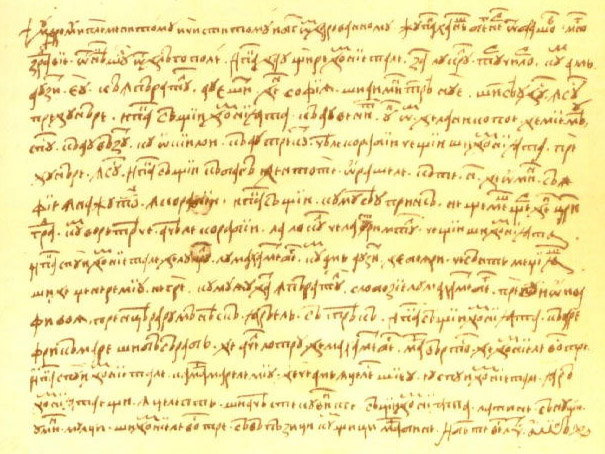
Neacșu levele (1512)

Az ókorban a mai Bulgária és Románia területét egyaránt trák törzsek lakták, amelyek hozzájárultak a román nép és feltehetőleg a bolgár nép kialakulásához; ez az elmélet vita tárgya. A népvándorlás korában a bolgárok és a szlávok keresztülvonultak a mai Románia területén és a Dunától délre fekvő sík területen telepedtek le, megalapítva az első bolgár birodalmat a 7. században. A középkorban a Duna és a Kárpátok közötti terület gyéren lakott volt, és a 9. és 10. században, valamint a második bolgár állam idején gyakran bolgár fennhatóság alatt állt, ha csak névlegesen is. 
I. Simeon uralma alatt az aranykorát élő bolgár kultúra jelentős hatást gyakorolt a birodalom Dunán túli birtokaira. Az óbolgár nyelv és a cirillbetűs írás az egyházi liturgia és írásbeliség nyelve lett. A cirillbetűs írást a román nyelvben az 1860-as évekig használták;  Neacșu levele (1512), a román nyelv első írott emléke jól szemléleti ezt a hatást: cirill betűkkel íródott és bolgár kifejezések vegyülnek bele. A román nyelv alapszókincsének jelentős része ma is szláv eredetű, annak ellenére, hogy a 19. században sok szót az újlatin nyelvekből vagy klasszikus latinból származó szavakkal helyettesítettek.

### A török uralom alatt
A 14-15. században a második bolgár állam az oszmán uralom alá került, miközben a Dunától északra fekvő területekért még az európaiak és az oszmánok csatáztak, majd ezek is oszmán fennhatóság alá kerültek, de bizonyos mértékben megmaradt belső autonómiájuk. Ebben az időszakban számos bolgár szökött át a mai Románia területére, akik között voltak bolgár ortodoxok és római katolikusok (korábbi paulikiánusok Bulgária északi részéből vagy északnyugaton Csiprovciból). A kivándorlási hullám különösan nagyra nőtt a 17-19. századi osztrák-török illetve orosz-török háborúkat követően. Az ortodox bolgárok Havasalföld egész területén telepedtek meg; sokan közülük elvesztették bolgár identitásukat. A katolikusok elsődlegesen a Bánságba és Erdélybe vándoroltak, ahol mai is létező közösségeket hoztak létre a mai Temes megye és Arad megye területén. Néhány korábbi paulikiánus Bukarest környéként telepedett le, Ciopleaban és Popeşti-Leordeniben. Az erdélyi Brassó városa nemzetközi kereskedelmi központtá vált, amely már a 14. században odavonzotta a bolgár kereskedőket, (Iván Szracimir bolgár cár 1369–1380 között kelt oklevelében engedélyezte a brassóiaknak a Bulgáriával való kereskedelmet.) és számos bolgár kereskedő létesített boltot a városban. Már 1392-ben érkeztek bolgár telepesek a városba, hozzájárultak a város templomának építéséhez, és a Bolgárszegnek nevezett városrészben telepedtek meg.
A 19. század közepén a dél-romániai városok, például Bukarest, Craiova, Galaţi és Brăila, számos bolgár forradalmárt és politikai emigránst vonzottak; köztük volt Szofronij Vracsanszki, Petr Beron, Hriszto Botev, Ljuben Karavelov, Georgi Rakovszki, Panajot Hitov, Evlogi Georgiev és Hriszto Georgiev. Ivan Vazov egy 1883-as novellájában leírja a hsove-nak nevezett bolgár forradalmárok életét Havasalföldön. 1863-ban Georgi Rakovszki bolgár–román kétnyelvű hetilapot indított, és a bolgár-román dualizmus eszméjét támogatta; ennek megvalósítására alakult 1866-ban a Titkos Bolgár Központi Bizottmány. Románia az oszmán uralom megdöntésére törekvő szervezett bolgár forradalmi mozgalom központjává is vált: 1869-ben Bukarestben megalakult a Bolgár Forradalmi Központi Bizottság. Ugyanabban az évben Brăilaban megalakult a Bolgár Irodalmi Társaság, a Bolgár Tudományakadémia elődje.
Becslések szerint a 14–19. század között Havasalföldre, Moldvába és Erdélybe költözött bolgár eredetű lakosság száma, beleértve Besszarábiát és a Bánságot, közel a 800–900 ezer főt tett ki. Hivatalos adatok szerint 1838-ben 11 652 bolgár család, azaz mintegy 100 000 fő élt Havasalföldön.

### Bulgária felszabadulása után

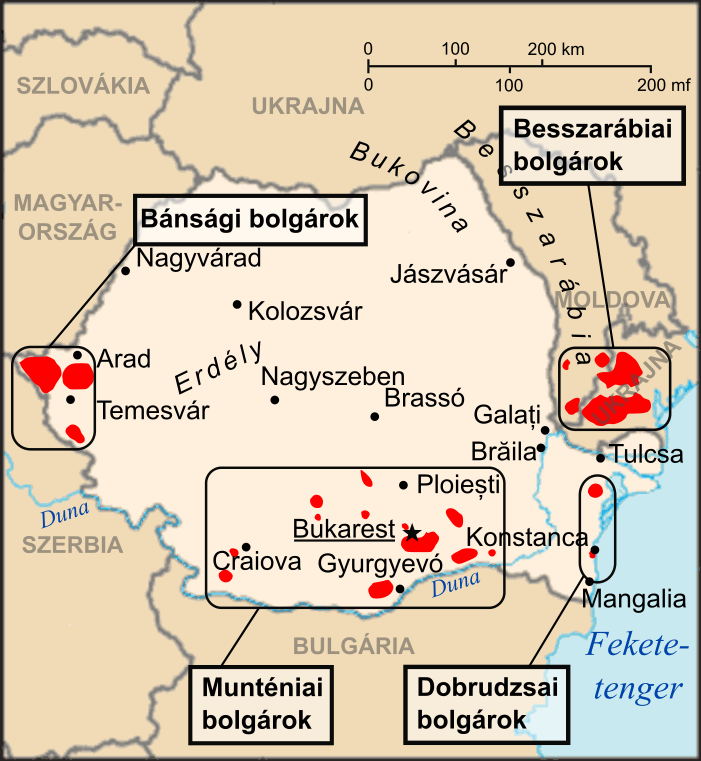
Romániai és besszarábiai bolgárok

Bulgária felszabadulása után számos bolgár költözött az újonnan megalakult Bolgár Fejedelemségbe, de jelentős bolgár népesség maradt Romániában is. Ugyan Dobrudzsa északi részét a San Stefanó-i béke értelmében Bulgária kapta volna meg, de az 1878-as berlini kongresszus Romániának ítélte. Észak-Dobrudzsa bolgár lakossága a 19. század végén 35-45000 főt tett ki, akik főleg Babadag környékén összpontosultak. Az 1930-as népszámláláskor Romániában 366 384 bolgár élt.
A 135 000 bolgár lakossal rendelkező Dél-Dobrudzsa az 1913-as bukaresti békeszerződés nyomán  szintén román fennhatóság alá került; 1940-ben a Bulgáriának való visszaadáskor lakosságcserére került sor az észak-dobrudzsai bolgárok és a dél-dobrudzsai románok, arománok és meglenorománok között, ez mintegy  66 000 észak-dobrudzsai bolgárt érintett.
1948-ban a bolgárok nyelvűek száma 13 408 volt, 1977-ben már csak  9267 bolgár anyanyelvű bolgár nemzetiségűt jegyeztek fel. Az 1977-es népszámlálás során a bolgár anyanyelvűek 20%-a román nemzetiségűnek vallotta magát, ami asszimilációs folyamatra utal.

## A romániai rendszerváltozás után
Az 1989-es romániai forradalom után Temesváron megalakult a Bánáti Bolgárok Egyesülete, Bukarestben pedig a Bolgárok Kulturális Egyesülete,  majd „Bratsztvo” (Testvériség). Mindkét szervezet célja a bolgár nyelv és kulturális identitás megőrzése. 1990 után a bolgár nyelv választható tantárgy a bolgár származású tanulók számára. 1999-ben Bukarestben bolgár elméleti líceum nyílt.
Romániában két bolgár újság jelenik meg: Temesváron a Naša Glas, Bukarestben a kétnyelvű (román és bolgár) Luceafărul bulgar/Balgarszka zornica.
A román alkotmány értelmében a bolgár kisebbség (a többi olyan elismert nemzeti kisebbséghez hasonlóan, amely a választásokon nem szerez megfelelő számú szavazatot) egy hellyel rendelkezik a román parlamentben. A 2020-as parlamenti választásokon ezt a helyet a Bánáti Bolgár Szövetség szerezte meg, a parlamenti képviselő Gheorghe Nacov.

## Településeik
A 2011-es népszámlálás szerint az alábbi városokban és községekben található 1%-nál nagyobb arányú bolgár lakosság:
- Temes megye: Óbesenyő község (bolgár nyelven Стар Бешенов, bánáti bolgár nyelven Stár Bišnov) — 58,0%
- Temes megye: Denta község — 16.1%
- Dâmbovița megye: Băleni község(wd) — 10,7%
- Arad megye: Vinga község (bolgár nyelven Винга) — 5,4%
- Temes megye: Nagyszentmiklós (bolgár nyelven Сънниколау Маре, bánáti bolgár nyelven Smikluš) — 3,0%
- Temes megye: Detta ( bolgár nyelven Дета) — 1,9%

## Fordítás
- Ez a szócikk részben vagy egészben  a   Bulgarians in Romania című angol Wikipédia-szócikk ezen változatának fordításán alapul.  Az eredeti cikk szerkesztőit annak laptörténete sorolja fel. Ez a jelzés csupán a megfogalmazás eredetét és a szerzői jogokat jelzi, nem szolgál a cikkben szereplő információk forrásmegjelöléseként.